# Phil Ramone
Pour les articles homonymes, voir Ramone (homonymie).
Philip « Phil » Ramone, né le 5 janvier 1934 en Union d'Afrique du Sud et mort le 30 mars 2013 à Manhattan, est un ingénieur du son, producteur de musique, violoniste et compositeur américain.

## Carrière professionnelle

### A & R Recording
En 1959, Phil Ramone crée un studio d'enregistrement indépendant A & R Recording (les initiales venaient du nom de son partenaire en affaires d'alors, Jack Arnold, et de celle de son nom, Ramone). Plus tard, les partenaires à qui appartenait le studio furent Brooks Arthur pour une moitié et P. Ramone, Don Frey et Arthur Downs Ward (en) pour l'autre moitié.
Dans ce studio, il gagna rapidement une réputation de bon ingénieur du son et de producteur de musique, en particulier pour son utilisation de technologies innovantes.
Parmi les chanteuses ou les chanteurs ou les groupes dont Phil Ramone a produit la musique, il y a Clay Aiken, Burt Bacharach, The Band, Bono, Laura Branigan, Ray Charles, Karen Carpenter, Chicago, Peter Cincotti, Natalie Cole, Bob Dylan, Sheena Easton, Melissa Errico, Gloria Estefan, Aretha Franklin, Billy Joel, Elton John, Quincy Jones, Billie Hughes, Patricia Kaas, B. B. King, Lazarus, Julian Lennon, Shelby Lynne, Madonna, Barry Manilow, Richard Marx, Paul McCartney, George Michael, Liza Minnelli, Anne Murray, Olivia Newton-John, Sinéad O'Connor, Fito Páez, Luciano Pavarotti (dont le Pavarotti and Friends Charity Concerts à Modène en Italie), Peter, Paul and Mary, André Previn, Diane Schuur, Carly Simon, Paul Simon, Frank Sinatra, Rod Stewart, James Taylor, The Guess Who, Dionne Warwick, Stevie Wonder et Nikki Yanofsky. Il est aussi crédité pour l'enregistrement de l' Happy Birthday to You chanté par Marilyn Monroe pour le Président John Fitzgerald Kennedy.

## Récompenses
Phil Ramone fut nommé pour trente-trois Grammy awards, en gagnant quatorze dont un Technical Grammy Award en 2005 pour avoir consacré une grande partie de sa vie à des contributions innovatrices pour l'industrie du disque,.
- 1965 – Best Engineered Recording (non classique), pour Getz/Gilberto
- 1970 – Meilleur album de comédie musicale pour avoir produit Promises, Promises
- 1976 – Album of the Year pour avoir produit Still Crazy After All These Years
- 1979 – Record of the Year pour avoir produit Just the Way You Are
- 1980 – Album of the Year pour avoir produit 52nd Street
- 1981 – Producer of the Year (non classique)
- 1984 – Best Album Of Original Score Written For A Motion Picture Or A Television Special pour Flashdance
- 1995 – Meilleur album de comédie musicale pour avoir produit Passion
- 2003 – Best Traditional Pop Vocal Album pour avoir produit Playin' With My Friends: Bennett Sings The Blues
- 2005 – Album of the Year et Best Surround Sound Album pour avoir produit Genius Loves Company
- 2006 – Best Traditional Pop Vocal Album pour avoir produit The Art of Romance
- 2007 – Best Traditional Pop Vocal Album pour avoir produit Duets: An American Classic
- 2012 – Best Traditional Pop Vocal Album pour avoir produit Duets II

Il reçut un Emmy Award en 1973 comme ingénieur du son pour Duke Ellington...We Love You Madly, un hommage à Duke Ellington diffusé sur CBS.
Phil Ramone était docteur honoris causa du Five Towns College, du Berklee College of Music et du Skidmore College. Il était membre du Conseil d'administration du Berklee College of Music. Il fut aussi distingué comme Fellowship par l'Audio Engineering Society en 2007.